# Țăran

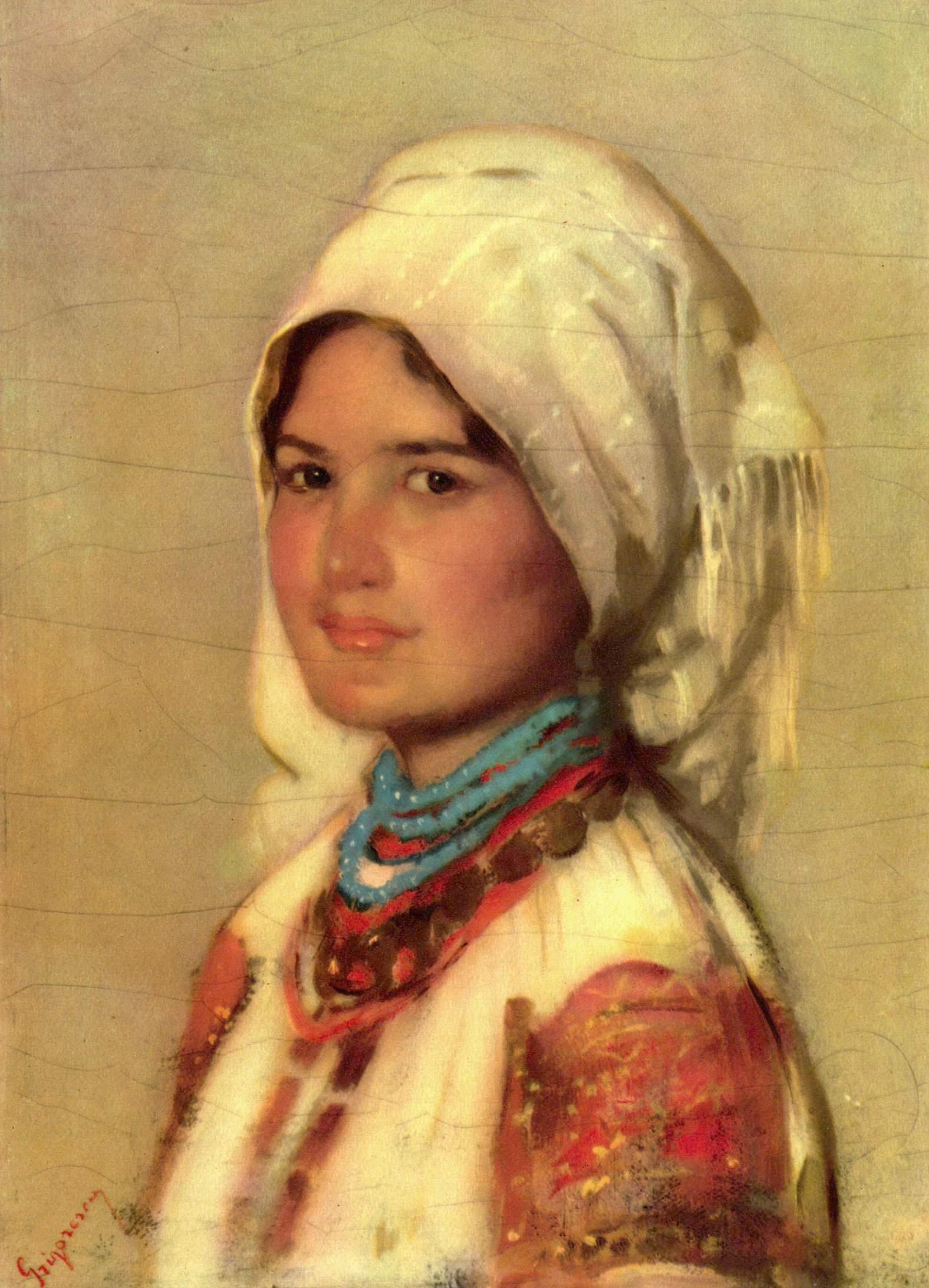
Țăranca din Muscel, pictură de Nicolae Grigorescu

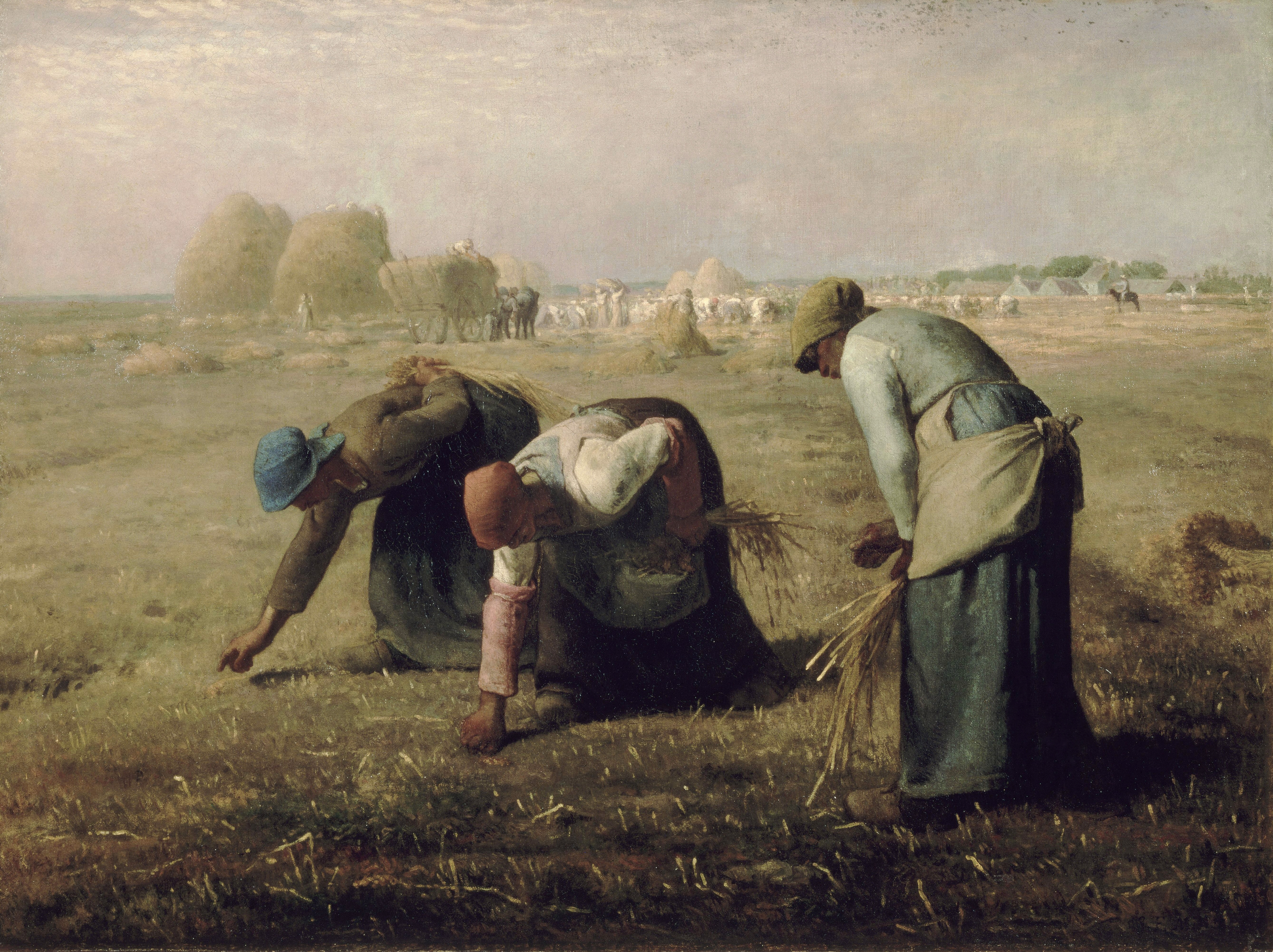
Culegătoarele de spice pictură de Jean-François Millet

Țăran (sau sătean) este o persoană care locuiește în mediul rural, având ca ocupație principală agricultura și creșterea animalelor. Prin extensie, un țăran este un muncitor agricol care fie muncește pentru alții, fie deține o bucată mică de pământ pe care o cultivă.

## Etimologie
Cuvântul țăran derivă din cuvântul  țară la care s-a adăugat sufixul -an.

## Țăranii de-a lungul istoriei
In Țara Românească, țărănimea era împărțită în două categorii: liberă și aservită (dependentă). Cu timpul, țăranii liberi au fost numiți moșneni, iar cei dependenți, rumâni.
Țăranii liberi - erau țăranii ce trăiau pe pământurile proprii.
Țăranii dependenți - erau țăranii ce trăiau pe pământurile boierului și plăteau acestuia, stăpân pe moșia pe care se aflau o bună parte din produsele obținute în gospodăria lor proprie. În același timp ei munceau gratuit pe pământurile boierești, la arat, semănat, strângerea recoltei, cositul și căratul fânului, tăierea lemnelor din pădure, transportarea produselor agricole și a materialelor de construcție la curțile boierești, întreținerea iazurilor și a morilor, etc. Țărănimea din Țara Românească și Moldova și-a manifestat deseori împotrivirea față de exploatarea la care era supusă.

## Legături externe
- Producătorii agricoli persoane fizice, obligați să taie chitanțe „de mână” pentru produsele vândute și să dețină atestat. Amenzi de până la 22.500 de lei Arhivat în 4 februarie 2015, la Wayback Machine.